# Pädagogikunterricht
Pädagogikunterricht umfasst alle Fächer der pädagogischen Fächergruppe des allgemein- und berufsbildenden Schulwesens, in denen es im Schwerpunkt um die Vermittlung pädagogischen Wissens und um pädagogische Bildung geht. In der Konsequenz wird Pädagogik vielfach als das Bildungsfach bezeichnet, weil nicht nur pädagogische Bildung vermittelt, sondern diese selbst zum Thema gemacht wird und dadurch beim Schüler bildungsfinalisierende Entwicklungen fördert. Pädagogikunterricht ist – nach dem deutschen Erziehungswissenschaftler Erich E. Geissler – der Ort, an dem Bildung thematisiert und in der Konsequenz auch reflektiert wird. Somit ermöglicht das Fach im besten Fall die Überleitung zu einer selbstständigen Selbstbildung.

## Zur Geschichte des Schulfachs
Die Anfänge des Unterrichtsfaches Pädagogik im 19. Jahrhundert in Deutschland hängen zusammen mit der Einführung der beruflichen Qualifizierung in vielen Berufen.
Unter dem Einfluss, u. a. der Pädagogik Friedrich Fröbels, wurde der Ruf nach fachlich qualifizierten Erziehern immer lauter. Aber erst 1911 erschien „ein für sozialpädagogische Berufe (Kindergärtnerin, Jugendleiterin) qualifizierter Pädagogikunterricht in einer staatlichen Ausbildungs- und Prüfungsordnung“. Von diesem Zeitpunkt an konnte sich die pädagogische Fächergruppe in Deutschland zur beruflichen Qualifizierung, z. B. von Erzieherinnen, etablieren.
Grundsatz in nahezu allen Ausbildungsbereichen ist der Erwerb fachlich gesicherten pädagogischen Wissens und pädagogischer Fähigkeiten mit dem Ziel, an der „Gestaltung gegenwärtiger und zukünftiger gesellschaftlicher Wirklichkeit in individueller und sozialer Verantwortung mitzuwirken“.
1908 wurde im Zuge der Neuordnung des höheren Mädchenschulwesens in Preußen auf „allerhöchsten Erlaß“ das Fach Pädagogik erstmals in Deutschland als allgemeinbildendes Schulfach eingeführt.
Bis in die 1960er Jahre als reines Mädchenfach bekannt, wurde es durch die Saarbrücker Rahmenvereinbarung der Kultusministerkonferenz zum ersten Mal auch Jungen zugänglich.
Seit 1972 wurde Pädagogik im Zuge der Reform der gymnasialen Oberstufe in den Kanon der Wahlpflichtfächer des gesellschaftswissenschaftlichen Aufgabenfeldes aufgenommen. Es kann seitdem als Grund- und Leistungskurs gewählt und damit Abiturfach werden. Wie für alle anderen Fächer, existiert auch für Pädagogik eine von der Kultusministerkonferenz herausgegebene Einheitliche Abiturprüfungsanforderung (EPA).
Seit den 1970er Jahren wurde in Schulversuchen erprobt, Pädagogik als Fach der Sekundarstufe I in verschiedenen Schulformen zu unterrichten. Fast immer waren diese Versuche erfolgreich und führten zur Aufnahme in die Stundentafeln unter verschiedenen Fächernamen (Pädagogik/Sozialpädagogik/Erziehungskunde/Erziehungslehre/Sozialwesen etc.).
In den 1970–1980er Jahren entstand bei der Diskussion um die Pädagogik als Schulfach im Rahmen der Erzieherausbildung (im berufsbildenden Schulwesen) eine ungeahnte Dynamik, obwohl Schulbücher für diesen Bereich Mangelware waren. Lehrer und Schüler halfen sich damit, dass sie wissenschaftliche (R. und A.-M. Tausch; Lotte Schenk-Danzinger; Elizabeth Hurlock.) und populärwissenschaftliche Publikationen zu Schulbüchern machten, was der Schulverwaltung nicht überall gefiel. In den Lehrplangruppen des Kollegschulversuches in NRW wurden (in den 1990er Jahren) nach und nach Unterrichtsmaterialien erarbeitet, die den Schulen als Kursmaterial zur Verfügung gestellt wurden und als verpflichtend für den Pädagogikunterricht (und verwandte Fächer: Didaktik-Methodik, Spiel, Recht) galten. Das Schulbuch zur Fächergruppe Pädagogik (Erziehungswissenschaft/en, Sozialpädagogik usw.) ist also erst Ende des letzten Jahrhunderts entstanden; sowohl für den allgemeinbildenden als auch für den berufsbildenden Bereich des deutschen Schulsystems. Die Schulbuchautoren hatten demnach noch einen großen Einfluss auf die Didaktik des Pädagogikunterrichts – wie etwa Heinz Dorlöchter, Gudrun Maciejewski, Edwin Stiller im allgemeinbildenden (gymnasialen) Bereich mit dem Projekt: Phoenix – der etwas andere Weg zur Pädagogik (siehe unten: Verlag Ferdinand Schöningh, verschiedene Auflagen).
Im beruflichen Schulwesen wurde in den 1970er Jahren in Nordrhein-Westfalen ein bedeutender Schulversuch begonnen, der die berufliche Bildung von Grund auf verändern – und natürlich auch den Pädagogikunterricht umstrukturieren sollte: Das Bundesland richtete landesweit fächerübergreifende Lehrplangruppen im Berufsschulbereich ein, um die Kollegschule zu etablieren. Wissenschaftlich begleitet wurde dieses auf breiter Basis angelegte Projekt ab 1972 von den Pädagogen Herwig Blankertz (Universität Münster) und später von Andreas Gruschka (1990–1994). In dieser Zeit gab es allerdings in NRW (in der Erzieherinnenausbildung) daneben auch noch das herkömmliche berufsbildende System (mit dem klassischen Fach Pädagogik, neben Didaktik/Methodik und Spiel), das erst zwei Jahrzehnte später eine Reform erfuhr. Neue Lehrpläne der Kollegschule wurden in Schwerpunktfächern von Lehrergruppen auf Landesebene (im Landesinstitut Soest) geschrieben und zeitnah erprobt. Neue didaktische Strukturen wurden in intensiven und aufwändigen Diskussionen entwickelt und im Unterricht sowie in den Praktika der Schüler umgesetzt. Eine völlig neue Verlinkung von Praxis und Theorie wurde damit gewagt, die heute noch sichtbar ist. Ziele waren u. a., dass an berufsbildenden Schulen die Fachhochschulreife und das Abitur gemacht werden konnten, integriert in die Berufsausbildung. Damals wurden solche Veränderungen selbst im berufsbildenden System von konservativen Lehrerverbänden heftig angefeindet; die Schüler seien nicht in der Lage, den beruflichen Abschluss und das Abitur zu bewältigen, wurde behauptet (Verband der Lehrer an Berufskollegs in NRW (vlbs), Düsseldorf). Der Schulversuch sollte 20 Jahre dauern – einer der längsten in der deutschen Bildungspolitik. Im Zuge dieser fast basisdemokratischen Reform wurden im sozialpädagogischen Bereich die bis dahin eigenständigen Fächer Pädagogik und Psychologie zusammengelegt zum Fach Erziehungswissenschaften – mit Inhalten aus Pädagogik, Psychologie (vor allem Entwicklungspsychologie und Verhaltensbeobachtung) und Soziologie in integrierter Fassung. Das heißt u. a.: Situationen der Erziehungspraxis wurden mit Hilfe pädagogischer, psychologischer und soziologischer Fragestellungen reflektiert, analysiert und bewertet (siehe auch Erzieher).

## Pädagogikunterricht in deutschen Schulformen
Zur pädagogischen Fächergruppe im allgemeinbildenden Schulwesen (Gymnasium, Gesamtschule, Realschule, Regelschule, Hauptschule, Regionale Schule, Sekundarschule, Gemeinschaftsschule) gehören in Deutschland u. a. Erziehungswissenschaft(en), Erziehungskunde, Erziehungslehre, Pädagogik, Sozialpädagogik und Sozialwesen.
Im beruflichen Schulwesen werden pädagogische Fächer in allen 16 Bundesländern unter verschiedenen Fächerbezeichnungen (Erziehungswissenschaft/en, Sozialpädagogik, Sozial- und Erziehungslehre, Didaktik/Methodik, Spiel, Pflege und Erziehung des Kindes etc.) in unterschiedlichen Schulformen (Fachschule, Berufsfachschule, Höhere Berufsfachschule, Berufsgymnasium, Fachgymnasium, Fachoberschule, Berufsoberschule etc.) erteilt. In der Ausbildung zur Erzieherin spielt der Pädagogikunterricht (u. U. mit mehreren pädagogischen Fächern) in allen Bundesländern eine zentrale Rolle.

## Pädagogikunterricht in der Sekundarstufe I
Pädagogikunterricht in der Sekundarstufe I ist die spezifische Antwort der Schule auf die Frage nach dem Wie der Förderung der Selbstkompetenz der Schüler.
Pädagogikunterricht in der Sekundarstufe I hat auf der Sekundarstufe der allgemein bildenden Schule bundesweit auch verschiedene Bezeichnungen wie z. B. „Erziehungskunde“ (Hauptschule / Realschule Bayern), „Sozialpädagogik“ (Realschule NRW), „Sozialwesen“ (Thüringen). Gemessen an der bildungstheoretischen Bedeutung des Faches findet es in den Stundentafeln vieler Schulformen aber nicht die gebührende Beachtung.
Im Berufsschulwesen (Berufskolleg/Berufsbildende Schule) ist die pädagogische Fächergruppe in der Sek I den Schulen zugeordnet, die eine berufliche Grundbildung anstreben oder die zum beruflichen Einstieg gefördert werden müssen (Berufsorientierungsjahr, schulpflichtige Schüler ohne Berufsausbildungsverhältnis). Sie haben unter besonderer Berücksichtigung der Anforderungen der Berufsausbildung die Aufgabe, den Schülern allgemeine und fachliche Lerninhalte zu vermitteln.
Nach Beyer ist die Zunahme von Erziehungsdefiziten als Hauptgrund für die Ausweitung des Pädagogikunterrichts in die Sekundarstufe I zu nennen (pragmatische Legitimation). Viele Eltern fühlen sich ihrer Erziehungsaufgabe nicht mehr gewachsen. Ein weiterer Grund ist die normative Orientierungslosigkeit der Kinder, die sich in unterschiedlichen Formen manifestieren kann (axiologische Legitimation). Ein dritter Punkt betrifft den unkritischen Umgang der jugendlichen User mit den digitalen Medienwelten (mediale Legitimation). Nicht zu unterschätzen sind die berufsinformierenden bzw. berufsvorbereitenden Aspekte – angesichts der Mangelsituation in den pädagogischen bzw. helfenden Berufen (berufsspezifische Legitimation).
Einige fachdidaktische Ansätze für den Pädagogikunterricht in der Sekundarstufe I:
1. Jürgen Langefeld (Identitätsfördernder Pädagogikunterricht): Der spezifische Akzent dieses sozial-wissenschaftlich ausgelegten Pädagogikunterrichts in der Sekundarstufe I besteht in der Förderung der Persönlichkeits- und Sozialentwicklung der Schülerinnen und Schüler mit dem Ziel der Stärkung ihrer Verantwortlichkeit. Solche Verantwortlichkeitsstrukturen erwachsen durch die Schaffung von intellektueller Kompetenz, Selbstkompetenz und Sozialkompetenz. „Jeder Mensch erfährt durch Erziehung und Sozialisation eine entscheidende Beeinflussung seiner Persönlichkeit. Deshalb dürfen Erziehung und  Sozialisation nicht im Vorfeld des Unwissens und des Unreflektierten stehenbleiben.“ (Langefeld 1989, S. 6) Ziel ist die Entwicklung eines Selbstkonzepts bis hin zur Entwicklung des gesellschaftlichen Ichs.
2. Klaus Beyer (Pragmatischer Pädagogikunterricht): Auch in der Sekundarstufe I bildet das Gelingen von Erziehungspraxis die inhaltliche Mitte des Pädagogikunterrichts (Beyer 2018). Unverzichtbar sind deshalb Beispiele realer oder fiktiver Lebenswirklichkeit, in denen die Rolle des Erziehers, des Edukanden oder des für die Bedingungen von Erziehung Mitverantwortlichen vorgestellt und reflektiert wird. Die subjektiven Theorien der Schülerinnen und Schüler und die vorsichtig in den Unterricht eingebrachten wissenschaftlichen Aussagen sollen einerseits zu einem kritischen Interesse für die Analyse, Beurteilung und Bewertung führen und andrerseits zu einem konstruktiven Interesse für die Planung und Gestaltung pädagogischer Praxis anregen. Die wissenschaftlichen Aussagen dienen dazu, dem wissenschaftsorientierenden Charakter des Faches Rechnung zu tragen.
3. Edwin Stiller (Biographischer Pädagogikunterricht): In Stillers fachdidaktischen Überlegungen für die Sekundarstufe I spielen biographische Reflexionen eine entscheidende Rolle, also der reflektierende Blick zurück auf die bisherige Lebensgeschichte im Kontext von Erziehung und Sozialisation. Dabei werden einmal eigene biografische Erfahrungen neben der Reflexion fremder Biografien unterrichtlich genutzt, ohne die nötige Vorsicht und Empathie außer Acht zu lassen. Der zweite Aspekt bezieht sich auf den thematischen Komplex von Gleichheit und Differenz betont also empathisch-kooperatives Lernen. Um kreativ-gestaltendes Lernen geht es im dritten Bereich; hier wird der Erwerb eines dialogischen Erziehungsverständnisses im Praxisfeld angestrebt. Den vierten Aspekt nennt Stiller „forschendes Lernen“. Dabei hebt er auf den Erwerb von Erziehungstheorie ab. Wissenschaftstheoretisch basieren Stillers Überlegungen auf einem moderaten Konstruktivismus (Stiller 1999). Stillers fachdidaktische Ausführungen sind im Nachgang zu seinem Unterrichtswerk „Der kleine Phoenix“ entstanden (zusammen mit Heinz Dorlöchter).
4. Eckehardt Knöpfel (Integrativ-edukativer Ansatz): Steht beim biographischen Modell der Vergangenheitsbezug (Reflexion der Lebenslinie) im Focus, gewinnt der futurische Aspekt beim pragmatischen über die Zielstellung „Gelingen der Erziehungspraxis“ als zukünftiges Geschehen eine entscheidende Bedeutung, während die Identitätsbezug, präsentisch ausgelegt, den gegenwärtigen Prozess der Identitätsfindung in den Mittelpunkt stellt. Als Alternative dazu entsteht bei Knöpfel ein Didaktikmodell, in dem diese drei Ansätze synthetisch zusammengeführt werden (Knöpfel 2001). Wurden bislang der Bearbeitungs- bzw. Einlösungszeitpunkt im Lebenszusammenhang der Schülerinnen und Schüler als zentrales didaktisches Muster punktuell genutzt, so kreiert Knöpfel ein Ineinander der biografischen, pädagogischen und sozialisationsbezogenen Aspekte. Es geht ihm um die Wirkmächtigkeit des Gleichzeitigen und damit um eine integrative Betrachtung des Bildungsgeschehens. Weder der Vergangenheitsbezug noch der Zukunftsaspekt und auch nicht das identitätsbezogene Modell allein können den Weg vom erzogen werdenden zum gebildeten Menschen in seiner Totalität erfassen. Knöpfels synthetischer An-satz ermöglicht dem Lehrer eine bildungstheoretisch fundierte Betrachtung des Bildungsgeschehens und dem Schüler eine ganzheitliche Förderung seines Bildungsgangs durch die gleichzeitige Erfassung der drei genannten Schwerpunktbereiche. Gesucht wird jeweils nach dem individuell aktuellen Stand des Bildungsgeschehens beim Schüler und die Frage nach der bestmöglichen Weiterentwicklung bzw. Förderung (2013). Um dies zu gewährleisten, fordert Knöpfel die Etablierung eines bildungstheoretisch fundierten Pädagogikunterrichts im Pflichtbereich aller Schulformen der Sekundarstufe I (Geissler / Beyer / Ladenthin / Wortmann et al.).

## Bildungspolitische Bedeutung des Pädagogikunterrichts
Die größte Interessenvertretung der Lehrer, die an deutschen Schulen Pädagogik und vergleichbare Fächer unterrichten, der Verband der Pädagogiklehrerinnen und Pädagogiklehrer, kritisiert seit Jahrzehnten, dass es keinen „flächendeckenden Pädagogikunterricht“ gebe. Unter anderem sagt der VdP: Die Notwendigkeit (…) ist angesichts der immer drängender werdenden erzieherischen Aufgaben in vielen Feldern der Gesellschaft nicht zu leugnen. Zur Begründung führt der VdP aus:
1. Der Pädagogikunterricht vermittle Wissen, das im 21. Jahrhundert unverzichtbar geworden sei, und schaffe somit Voraussetzungen, dass die Erziehung und Förderung zukünftiger Generationen gesichert werden könne.
2. Dieser Unterricht unterstütze die Persönlichkeitsentwicklung und fördere den Aufbau von Selbstkompetenz.
3. Über die im Unterricht erworbene Fähigkeit zur Reflexion von Lernprozessen könne eine Förderung alltäglicher Lernprozesse innerhalb und außerhalb der Schule stattfinden.
4. Pädagogikunterricht ist in der Lage, eine Unterstützung in vielerlei Handlungsfeldern zu leisten: Kommunikationskompetenz, Teamfähigkeit, Begabungsförderung, Erforschung von Schwächen und Stärken, Finden von Lösungen bei Konflikten usw. So könne der Unterricht den Erwerb von Steuerungswissen effektiv unterstützen.

Deshalb gehöre es zu den bildungspolitischen Grundforderungen des Verbandes der Pädagogiklehrerinnen und Pädagogiklehrer, dass Pädagogikunterricht zur Pflicht in allen Schulformen des Deutschen Schulwesens werden müsse, weil pädagogische Bildung notwendiger Bestandteil von Allgemeinbildung sei.

## Verbreitung des Pädagogikunterrichts in Deutschland
In allen 16 Bundesländern wird Pädagogikunterricht unter verschiedenen Fächerbezeichnungen mit wechselnden didaktischen Konzepten im berufsbildenden Schulwesen erteilt.
Im Zuge der Vergabe von Schulabschlüssen, die die fachbezogene oder die allgemeine Hochschulreife ermöglichen, hat der Pädagogikunterricht an Berufsschulen deutlich an Bedeutung gewonnen; so wird z. B. im Rahmen der Höheren Berufsfachschule (Sozialpädagogik) in Nordrhein-Westfalen, des Berufsgymnasiums in Baden-Württemberg, des Fachgymnasiums für Humandienstleistungen in Niedersachsen oder der Fachoberschulen (FOS, sozial-pädagogische Richtung) in Bayern Pädagogik oder Erziehungswissenschaft als Abiturfach geführt. In diesen Ausbildungsbereichen sind die Schülerzahlen steigend.
Pädagogik als Unterrichtsfach der gymnasialen Oberstufe wird an allgemeinbildenden Schulen in Deutschland in den Bundesländern Bayern (Schulen), Baden-Württemberg (wenige Privatschulen), Brandenburg, Bremen, Hamburg, Niedersachsen und Nordrhein-Westfalen unterrichtet. In allen anderen Bundesländern werden pädagogische Inhalte affinen Fächern zugeordnet oder in Sammelfächern (z. B. Sozialwissenschaften) unterrichtet.
Nach Angaben des Verbandes der Pädagogiklehrerinnen und Pädagogiklehrer (VdP) unterrichten in Deutschland an allen Schulformen zurzeit ca. 10.000 Lehrkräfte.

## Ausbildung von Pädagogiklehrern
Der berufliche Schwerpunkt Sozialpädagogik in den verschiedenen Ausprägungen an Berufskolleg/Berufsfachschule/Beruflichem Gymnasium etc. kann in Deutschland an den Universitäten Dortmund, Dresden, Lüneburg, Bamberg, Rostock und Würzburg studiert werden.
Das universitäre Studium für den allgemeinbildenden Unterricht am Gymnasium und der Gesamtschule wird an den Universitäten Bielefeld, Bochum, Köln, Münster, Paderborn, Tübingen und Wuppertal absolviert. An den Universitäten Bochum, Paderborn und Göttingen sind auch Drittfachprüfungen möglich.

## Aktuelle didaktische Modelle im Pädagogikunterricht
Die fachdidaktische Diskussion zum Pädagogikunterricht in Deutschland wird von fünf Konzeptionen beherrscht:
1. Die bildungstheoretische Fokussierung (Elmar Wortmann)[21]: Wortmanns bildungstheoretisch fundierter Ansatz ist zunächst entstanden aus Lehrplanüberlegungen und der Sorge, dass das fachliche Proprium angesichts der Überfremdung durch affine Fächer verloren gehen könnte. Als Antwort versucht Wortmann bei der didaktischen Konstruktion als Zentrum die Etablierung einer pädagogischen Perspektive, die die pädagogische Thematisierung von Inhalten im Pädagogikunterricht sichert. Er markiert Erziehung und Bildung als die zentralen Vokabeln des Faches.
2. Die pragmatische Fokussierung (Klaus Beyer)[22]: Bei Beyers ebenfalls bildungstheoretisch ausgerichteter handlungspropädeutischer Fachdidaktik steht das Gelingen von Erziehungspraxis als zentrales Ziel des Pädagogikunterrichts im Mittelpunkt. Es geht ihm darum, die Kompetenz von Schülern hinsichtlich vernünftigen Denkens und Handelns in verschiedenen pädagogischen Handlungsfeldern zu fördern. Gehen Beyers frühe Überlegungen (1996) von Brenzinkas Erziehungsbegriff aus, wird in seiner späteren Fachdidaktik (2012) der Bildungsbegriff nicht nur latent mitgedacht, sondern ausführlich expliziert.
3. Biographisch-dialogische Fokussierung (Edwin Stiller/Heinz Dorlöchter)[23]: Die Konzeption von Stiller und Dorlöchter basiert erkenntnistheoretisch auf einem gemäßigten Konstruktivismus und bezeichnet sich selbst als verantwortungsethisch gegründete Ermöglichungsdidaktik. Sie will den Leser nicht überwältigen, sondern den Benutzern des Schulbuchs Phoenix die Möglichkeit bieten, den biographisch-dialogischen Prozess im Pädagogikunterricht zu führen. Interessanterweise erschien zuerst das Schulbuch, wozu dann – quasi als Lehrerband – die Dialogische Fachdidaktik publiziert wurde.
4. Integrativ-komplementäre Fokussierung (Erich E. Geissler/Eckehardt Knöpfel)[24]: Geißlers fachdidaktischer Grundsatz lautet, dass Pädagogikunterricht als Globalzielsetzung „die Überleitung zu einer selbstständigen Selbstbildung“ anzustreben habe.[25] Bildung braucht einen systematischen Ort, an dem sie selbestthematisiert werden kann, damit sie für den Schüler nicht nur Widerfahrnis bleibt, sondern zur unabdingbaren Reflexion wird. Damit wird eingeleitet, was Bildung ihrem Wesen nach sein muss: freies, selbstverantwortliches Sich-selber-bilden-Wollen. Diese Reflexionsphasen im Pädagogikunterricht ermöglichen bildungsfinalisierende Anstöße: Lehrer als Bildner und Schüler als zu bildende generieren einen komplementären Prozess, der letztere aus der objektiven Beschulungsphase holt und sie zum Bildungsverständnis führt. In der Konsequenz gehöre Pädagogik mehr als jedes andere Fach ins Zentrum von Allgemeinbildung.[26]
5. Die professionalisierende Fokussierung (Andreas Gruschka)[27]: Gruschkas Fachdidaktik ist für den berufsbildenden Bereich konzipiert; er beschreibt „Wie Schüler Erzieher werden“ u. a. durch Reflexion ihrer eigenen Erfahrungen und ihres Handelns in Erziehungssituationen. Die Struktur wurde in der Diskussion um die Reform des berufsbildenden Schulwesens in NRW in den 1970er Jahren entwickelt. Gruschka überprüfte seine Ideen auch in der regelmäßigen Diskussion mit Lehrern in Arbeitsgruppen, die damals an der Kollegschule (reformierte berufsbildende Schule in NRW) unterrichteten. Seine Studie zur Kompetenzentwicklung und zur fachlichen Identitätsbildung gehört zu den wenigen fachdidaktisch profunden Überlegungen, die es zum Pädagogikunterricht in der Erzieherausbildung gibt. Carsten Püttmann greift 2019 diese Überlegungen auf und untersucht den Zusammenhang der beiden Lernorte, Schule und Praxis, aus systemisch-konstruktivistischer Sicht[28]. Dabei betont er die besondere Bedeutung (a) der Unterrichtsprinzipien der integralen Persönlichkeitsförderung, der Theorie-Praxis-Verknüpfung und der doppelten Vermittlungspraxis und (b) der Beziehungen aller am Lehr-Lernprozess beteiligten Akteure. Für die Unterrichtspraxis werden einzelne Bausteine beschrieben, von denen insbesondere die Begleitete Intervision und das Praxisgespräch neue Akzente für die Ausbildung von Erziehern setzen.
6. Die narrativ-edukative Fokussierung (V. Ladenthin): Volker Ladenthin hat 2018/19 Einzelveröffentlichungen zur Fachdidaktik für den Pädagogikunterricht in zwei Monografien zusammengefasst. Die mannigfaltigen pädagogischen Praxen, unterrichtlich repräsentiert durch lebensweltliche Beispiele, bilden den Ausgangspunkt seiner Überlegungen. Er beschreibt solche Narrationen als Exempla in systematischer Absicht. Für den Prozess der Didaktisierung wird dabei immer die Allgemeine Pädagogik vorausgesetzt, ohne dass damit abbilddidaktischem Denken das Wort geredet wird. Das Fundament seiner Überlegungen ist die Bildungstheorie, so wie sie im Zeitalter der Aufklärung grundgelegt wurde. Zentrale Inhalte des Pädagogikunterrichts sind in der Folge die Begriffe Erziehung und Bildung. Bei der Bearbeitung der unterrichtlichen Themen wird eine Zuordnunsgmatrix mit folgenden Reflexionsbegriffen erstellt: Bildsamkeit – Geltung(sanspruch) – Aufforderung – Selbsttätigkeit.
7. Die gesellschaftswissenschaftliche Fokussierung (K. Bubenzer / u. a.): Dieser fachdidaktische Ansatz ist bislang fragmentarisch geblieben. Er lässt sich im Rückgriff auf Überlegungen rekonstruieren, die in den 1970er Jahren u. a. auf C.Adick et al., L. Bonne und P. Menck (1978) zurückgehen. Diese Autoren konstruieren ihre fachdidaktischen Überlegungen auf dem Fundament einer kritisch konstruktiven Erziehungswissenschaft (Adick et al., 1978, S. 15) und konkretisieren ihr Erziehungsverständnis im Rückgriff auf Mollenhauer und Habermas. 'Wie die gesellschaftliche Praxis im Allgemeinen, so sehen sie auch die Erziehungspraxis im Besonderen durch konfligierende Interessen und entsprechende Ambivalenzen geprägt (Adick et al., 1978, S. 186-194). Für den Pädagogikunterricht ergibt sich aus diesen Grundannahmen die Forderung, die Erziehungswirklichkeit als ambivalente gesellschaftlich gestaltete Praxis zu sehen. Vertreter dieses Ansatzes geht es darum, die jeweilige Erziehungspraxis ungeschönt im Hinblick auf die zeittypische Ausprägung der Spannung von Systemzwang und Selbstbestimmungsmöglichkeiten zu analysieren (Adick et al., 1978, S. 188).

## Schulbücher (Auswahl)
Besonders in der Anfangszeit des Schulfachs Pädagogik in den 1970er Jahren war es schwer, geeignete Lehrbücher zu finden, sowohl für allgemeinbildende als auch für berufliche Schulen. Lehrbücher für den jeweiligen Schultyp mussten erst verfasst werden. In den siebziger und achtziger Jahren des letzten Jahrhunderts etwa war es üblich, den Erzieher-Schülern wissenschaftliche Bücher als Lehrbücher zu übergeben bzw. zu empfehlen.
So arbeiteten Schüler mit wissenschaftlichen Werken wie: E. Hurlock: Entwicklungspsychologie; Schenk-Danzinger: Entwicklungspsychologie und mit entsprechenden Werken von Charlotte Bühler. Der Band Pädagogische Psychologie von Anne-Marie Tausch und Reinhard Tausch war u. a. deswegen so erfolgreich, weil in vielen Erzieherklassen das Buch als Lehrbuch Standard war (zum Erstaunen von Reinhard Tausch selbst). Das Buch war eigentlich für Studenten gedacht.
Aber auch Werke aus der Psychologie wurden in der Fächergruppe Pädagogik verwendet – wie etwa Hobmair: Psychologie; Norbert Kühne: Psychologie für Fachschulen und Fachoberschulen (beide Stam Verlag, Köln-Porz). Üblich waren auch Bücher zu bestimmten Themen, wie etwa zum Spiel oder zur Heimerziehung, die nicht unbedingt für den Schulgebrauch publiziert worden waren. Nach dieser Zeit aber gab es eine große Anzahl von Schulbüchern für dieses Fach, zum Beispiel:
- Wassilios E. Fthenakis & Ledig, M. & Merget, G. & Püttmann, C. & Uhlendorff, U. & Weyhe, H. (Hrsg.): Erziehen als Profession. Band 1, Lernfeld 1-3[30];  Band 2 Lernfeld 4-6[31]. Westermann Schulbuchverlag, Braunschweig 2019, ISBN 978-3-427-12733-8, ISBN 978-3-427-12734-5
- Anja Berkemeier, u. a.: Kein Kinderkram! - Erzieherinnen- und Erzieherausbildung, Band 1, Lernfeld 1 – 3; und Band 2, Lernfeld 4 - 4; Westermann Schulbuchverlag; Braunschweig 2016; ISBN 978-3-14-239690-3
- Klaus Beyer, Eckehardt Knöpfel Andreas Pfennings (Hrsg.): Einführung in pädagogisches Denken und Handeln. Bände 1 – 6, Schöningh Verlag, Paderborn (verschiedene Auflagen)
- Hartmut Böcher, Britta Kohlhase u. a.: Erziehen, bilden und begleiten: Das Lehrbuch für Erzieherinnen und Erzieher: Schülerband. Bildungsverlag EINS, 2011
- Heinz Dorlöchter, Gudrun Maciejewski, Edwin Stiller: Phoenix – der etwas andere Weg zur Pädagogik, ein Arbeitsbuch, Band 1 – 2, Verlag Ferdinand Schöningh (verschiedene Auflagen)
- Andreas Gruschka u. a.: Aus der Praxis lernen – Arbeitsbuch für die Ausbildung in Erziehungsberufen. Cornelsen, Berlin 1995
- Hermann Hobmair (Hg.): Pädagogik, Schülerband, Bildungsverlag EINS. 2016 (verschiedene Auflagen)
- Norbert Kühne, Helga Harder-Kühne, Hannelore Pohl: Pädagogik für Fachschulen. STAM Verlag, 1997
- Norbert Kühne (Hg.), Kathrin Zimmermann-Kogel (Hg.): Praxisbuch Sozialpädagogik. Arbeitsmaterialien und Methoden. Bildungsverlag EINS, 2005ff (verschiedene Auflagen), Bände 1 – 8; Bildungsverlag EINS, Köln.
- Karl Schilde (Hg.): Pädagogisches Lesebuch. Hirschgraben Verlag Frankfurt am Main (verschiedene Auflagen)
- Yvonne Wagner, Norbert Kühne: Basiswissen für die sozialpädagogische Erstausbildung, Bildungsverlag EINS, 2009